# هزاره ششم (پیش از میلاد)
(هزاره ۷ پ‌م - هزاره ۶ پ‌م - هزاره ۵ پ‌م - هزاره‌های دیگر)
هزاره ششم پیش از میلاد، سال‌های ۶۰۰۰ تا ۵۰۰۱ پیش از میلاد (حدود ۸ هزار سال پیش از میلاد تا حدود ۷ هزار سال پیش از میلاد) را در بر می‌گیرد. تعیین دقیق تاریخ وقایعی که در حوالی این هزاره رخ داده‌اند، غیرممکن است و تمام تاریخ‌های ذکر شده در اینجا، تخمین‌هایی هستند که عمدتاً بر اساس تجزیه و تحلیل‌های زمین‌شناسی و انسان‌شناسی انجام شده‌اند. تنها استثنائات، تاریخ قطع برخی از چوب‌های ساختمانی از چاه‌های نوسنگی در اروپای مرکزی است.
این هزاره به عنوان پایان یخ‌زدایی جهانی در نظر گرفته می‌شود که پس از آخرین حداکثر یخبندان رخ داد و باعث افزایش سطح دریاها تا حدود ۶۰ متر (۲۰۰ فوت) در طی حدود ۵۰۰۰ سال شد.

## فرهنگ‌ها و جوامع
۱-در کشور ایران  :در مجموعه باستانی (قره تپه قمرود) در استان قم در ایران : آثار سکونت انسان در ایران در هزاره ششم تا هشتم قبل از میلاد مسیح [۱][۲]
۲-در سایر مراکز و مناطق جهان :
۱-۲- فرهنگ و فناوری نوسنگی تا 6000 سال قبل از میلاد از خاور نزدیک و اروپای شرقی گسترش یافته بود. توسعه آن در شرق دور به سرعت رشد کرد و شواهد فزاینده ای در طول هزاره حضور آن در مصر ماقبل تاریخ و خاور دور وجود دارد. با این حال، در بسیاری از نقاط جهان، از جمله شمال و غرب اروپا، مردم هنوز در جوامع شکارچی-گردآورنده پراکنده دوران پارینه سنگی زندگی می کردند. اعتقاد بر این است که جمعیت جهان در نتیجه انقلاب نوسنگی به شدت افزایش یافته است، احتمالاً چهار برابر شده است. تخمین زده شده است که در پایان این هزاره، شاید چهل میلیون نفر در سراسر جهان وجود داشته است، که در عصر برنز میانه به 100 میلیون نفر افزایش یافته است. 1600 قبل از میلاد.
۲-۲-استفاده از ظروف سفالی که در نزدیکی تفلیس یافت شد، گواه این است که از انگور برای شراب‌سازی استفاده می‌شده است. 5980 قبل از میلاد.[۳]
۳-۲-تخمین زده شده است که انسانها برای اولین بار در جزیره مالت (واقع در دریای مدیترانه) ساکن شدند. 5900 قبل از میلاد، رسیدن به دریای مدیترانه از اروپا و شمال آفریقا.[۴]
۴-۲-شواهد پنیرسازی در لهستان مربوط به ج. 5500 قبل از میلاد.
۵-۲- مرغ جنگلی در حدود سال قبل اهلی شده است. 5500 سال قبل از میلاد در آسیای جنوب شرقی.[۵]
۶-۲- فرهنگ Zhaobaogou در چین آغاز شد. 5400 قبل از میلاد در بخش شمال شرقی کشور، عمدتاً در دره رودخانه لوان در مغولستان داخلی و شمال هبی بود.[۶]
۶-۲-چهار فرهنگ شناسایی شده در حدود 5300 قبل از میلاد عبارتند از Dnieper-Donets، Narva (در شرق بالتیک)، Ertebølle (دانمارک و شمال آلمان) و Swifterbant (کشورهای پست).(سوئیفتربانت نام یک منطقه روستایی در کشور هلند است) . آنها توسط یک سبک سفالگری رایج که از آسیا به سمت غرب گسترش یافته بود به هم متصل می شدند و گاهی اوقات "میانسنگی سرامیکی" نامیده می شود، که با ظروف سفالی پایه نقطه ای یا دستگیره ای و لبه های گشاد شده قابل تشخیص است.[۷][۸][۹]
۷-۲-بومیان استرالیا در منطقه جنوب غربی ویکتوریای کنونی در حدود 6000 سال قبل از میلاد مسیح مارماهی را به عنوان منبع غذایی پرورش داده و دود می کردند و کالاهای خود را با استفاده از سرریزهای سنگی، کانال ها و تله های بافته شده تجارت می کردند.[۱۰]

## شخصیت‌های برجسته
۱- ادریس : بنا بر عقاید دینی اسلامی ، ادریس نام یک پیامبر بوده است که احتمال داده شده که سومین پیامبر خدا (بعد از آدم و شیث) و نخستین فردی که وحی الهی را با خط و حروف نوشته و خوانده است

## سده‌ها
- سده ۶۰ پ. م
- سده ۵۹ پ. م
- سده ۵۸ پ. م
- سده ۵۷ پ. م
- سده ۵۶ پ. م
- سده ۵۵ پ. م
- سده ۵۴ پ. م
- سده ۵۳ پ. م
- سده ۵۲ پ. م
- سده ۵۱ پ. م